# Feisoglio
Feisoglio (piemontiul: Feisseu) település Olaszországban, Piemont régióban, Cuneo megyében. Lakosainak száma 287 fő (2023. január 1.). Feisoglio Bossolasco, Cerretto Langhe, Cravanzana, Gorzegno, Levice, Serravalle Langhe, Torre Bormida és Niella Belbo községekkel határos.

## Népesség
A település lakossága az elmúlt években az alábbi módon változott:
| Lakosok száma | 307  | 303  | 287  |
|               | 2017 | 2018 | 2023 |